# جان ترلوو
جان ترلوو (هلندی: Jan Terlouw؛ زاده ۱۵ نوامبر ۱۹۳۱) یک نویسنده، فیزیک‌دان، و سیاست‌مدار اهل هلند است.